# Дачники (альбом)
«Да́чники» — третий студийный альбом российской ска/панк-рок-группы «Ленинград». Большинство песен альбома содержат ненормативную лексику.
Центральная идея альбома — жизнь простого работяги, который не находит отдыха даже на даче. На обложке изображена фигура этого персонажа с лопатой в руках. Песня «СКА», посвящённая одноимённой команде, заодно обыгрывает название жанра, к которому пресса относит группу.
По словам Сергея Шнурова: «Для меня „Мат“ — лучший альбом. Дачников я вообще не слушал. А к „Мату“ я возвращаюсь периодически.»

## Список композиций
| №                   | Название            | Длительность |
| ------------------- | ------------------- | ------------ |
| 1.                  | «Дачники»           | 2:10         |
| 2.                  | «СКА»               | 1:46         |
| 3.                  | «Когда Net денег»   | 2:58         |
| 4.                  | «Руки из карманов»  | 1:33         |
| 5.                  | «Колбаса-любовь»    | 1:18         |
| 6.                  | «Хуй в пальто»      | 2:58         |
| 7.                  | «Космос»            | 1:41         |
| 8.                  | «007»               | 2:10         |
| 9.                  | «Инструментал»      | 2:06         |
| 10.                 | «День рождения»     | 1:27         |
| 11.                 | «Я и.о. Б.Г.»       | 1:38         |
| 12.                 | «Блюз»              | 3:07         |
| 13.                 | «Группа крови»      | 3:28         |
| 14.                 | «Прогноз погоды»    | 2:16         |
| 15.                 | «Ну, погоди!»       | 1:39         |
| 16.                 | «Терминатор»        | 2:55         |
| 17.                 | «Всё это рейв»      | 3:27         |
| Общая длительность: | Общая длительность: | 43:56        |

## Состав
- Сергей «Шнур» Шнуров — вокал, бас-гитара
- Роман «Ромэро» Фокин — саксофон
- Александр «Сашко» Привалов — труба
- Василий «Кузнечик» Савин — тромбон
- Алексей «Микшер» Калинин — ударные, перкуссия
- Александр «Пузо» Попов — большой барабан, вокал
- Андрей «Антоненыч» Антоненко — туба, баритон, аранжировка
- Дэн Калашник — гитара
- Дмитрий «Антенна» Мельников — ударные